# Wapen van Vlijmen

Wapen van Vlijmen
1817-1965

Wapen van Vlijmen
1965-1978

Wapen van Vlijmen
1978-1997

Het wapen van Vlijmen kent drie versies. De eerste werd op 16 juli 1817 bevestigd door de Hoge Raad van Adel aan de Noord-Brabantse gemeente Vlijmen. Echter de gemeente Vlijmen werd pas ingesteld in 1821. Waarschijnlijk werd het wapen aangevraagd door het gemeentebestuur van Vlijmen en Engelen, een gemeente tussen 1810-1821, maar werd het als wapen van Vlijmen vermeld in het register van de Hoge Raad van Adel. Het tweede wapen werd op 28 december 1965 verleend. Het derde wapen werd op 15 december 1978 verleend. Per 1997 ging Vlijmen op in gemeente Heusden. Het wapen van Vlijmen is daardoor komen te vervallen als gemeentewapen.

## Blazoenering

### Wapen per 1817
De blazoenering luidde als volgt:
In azuur de H. Johannes de Doper van goud..
De heraldische kleuren zijn azuur (blauw) en goud (goud of geel). Dit zijn de rijkskleuren.  

### Wapen per 1965
De blazoenering luidde als volgt:
Gedeeld; I in azuur Sint Jan Baptist van goud; II doorsneden; a in azuur een 8spakig rad van goud; b in goud twee dwarsbalken van keel, vergezeld van acht zoomsgewijze geplaatste merletten van keel, drie van boven, twee aan de zijden tussen de twee balken en drie aan de schildvoet. Het schild gedekt met een gouden kroon van drie bladeren en twee paarlen.
Naast de kleuren azuur en goud is in dit wapen ook keel (rood) aanwezig. Tevens is dit wapen gedekt met een gravenkroon.

### Wapen per 1978
De blazoenering luidde als volgt:
Gedeeld; I in azuur Johannes de Doper met op de rechterarm een liggend Paaslam met een naar de heilige toegewende kop, alles van goud; II doorsneden; a in azuur een rad van goud; b in goud twee dwarsbalken, vergezeld van acht zoomsgewijze geplaatste merletten, alles van keel. Het schild gedekt met een gouden kroon van drie bladeren en twee parels.
De kleuren azuur, goud en keel zijn in dit wapen aanwezig. Ook dit wapen is gedekt met een gravenkroon. Niet vermeld wordt dat het rad zesspakig is.

## Geschiedenis
Op het eerste wapen is de heilige Johannes de Doper afgebeeld, daar de parochie van Vlijmen gewijd was aan deze heilige. Het wapen is afgeleid van het schependomszegel. Wel werd Johannes met een doopschaal afgebeeld, terwijl op het zegel de heilige met een lam in zijn rechterarm wordt afgebeeld. Daar de burgemeester bij de aanvraag geen kleuren had aangegeven, werd het wapen in rijkskleuren uitgevoerd.
Het tweede wapen werd aangevraagd omdat het gemeentebestuur een verwijzing naar de in 1935 opgenomen gemeenten Hedikhuizen en Nieuwkuijk wilde opnemen. Sint Jan Baptist is een andere naam voor Johannes de Doper. Deze werd echter nog steeds met een schaal afgebeeld. Het zesspakig rad is een verwijzing naar Hedikhuizen. In het wapen van Hedikhuizen is een zesspakig rad opgenomen, terwijl in het wapen van Vlijmen een achtspakig rad is afgebeeld. Ofschoon in het wapen van Nieuwkuijk ook een rad voorkomt staat het wapen van de graven en het Land van Cuijk staat symbool voor Nieuwkuijk. Nieuwkuijk was een leen van de graven van Cuijk geweest.
Het derde wapen is meer overeenkomstig de historische gegevens uitgevoerd. Zo wordt de heilige nu met een lam op zijn rechterarm afgebeeld en is het rad zesspakig.

## Verwante wapens

Wapen van Hedikhuizen
Wapen van Nieuwkuijk
Wapen van Land van Cuijk en familiewapen Van Cuijk